# John Bush
John Bush (ur. 24 sierpnia 1963) – amerykański wokalista. Karierę muzyczną rozpoczynał w grupie Armored Saint. Od 1992 do 2005, oraz w 2009 członek zespołu Anthrax.

## Wybrana dyskografia
- Numbers from the Beast: An All Star Salute to Iron Maiden (2005, Rykodisc)[2]